# Gegiska
Gegiska (på albanska gegërisht, gegërishte, uttal; ge'giska) är en av de huvuddialekter som utgör albanska språket. Motsats: toskiska.
Det talas i norra Albanien, Kosovo, södra Serbien (i Presevo (Presheva), Bujanovac (Bujanovc) och Medvedja (Medvegja)), i södra Montenegro och i västra Nordmakedonien. Den andra albanska huvuddialekten är toskiska.
Gegiska indelas i fyra underdialekter: centralgegiska, sydgegiska, nordväst- eller västgegiska och nordöst- eller östgegiska.
Albanska författare som Gjergj Fishta, Ndre Mjeda, Luigj Gurakuqi, Pashko Vasa, Martin Camaj, Don Gjon Buzuku, Pal Engjelli, Pjeter Budi, Frang Bardhi, Filip Shiroka, Lazer Shantoja, Theodor Shkodrani, Pjeter Bogdani, Arshi Pipa och Millosh Gjergj Nikolla ("Migjeni") skrev på gegiska.
Shkumbifloden utgör den traditionella skiljelinjen mellan nordalbanska och sydalbanska.
Gegiska saknar officiell status som skriftspråk.